# Матаня (мелодия)
«Матаня» — наигрыш, который являет собой синкретическую (нерасчленимую) композицию, предполагающую музицирование «под пляску» с исполнением частушек. Характерные признаки композиции — двудольный размер, быстрый темп, акцентная артикуляция. Импровизационная структура «Матани» вырастает из незатейливого мотива в объёме кварты (тематическое «зерно»), состоящего из двух нисходящих попевок. Первая нисходящая попевка заканчивается в миноре, вторая попевка (3-4-й такты мотива) — приводит к утверждению тоники.
Наигрыш «Матаня» — такой же плясовой наигрыш, как цыганочка, барыня, яблочко и пр., наиболее популярный в основном в чернозёмной части России (Тульской, Тамбовской, Орловской, Воронежской, Липецкой и Белгородской). Обычно он играется на рояльной гармони, для которой существует круг традиционных наигрышей: «Матаня», «Страдания», «Бешенного», «Елецкие страдания», «Тамбовская канарейка» и т. п.
Наигрыш «Матаня» характеризуется индивидуально-мотивной музыкальной структурой и инструментальным аккомпанементом, чья интонационная индивидуальность с первых звуков обеспечивает им однозначную узнаваемость и безошибочную идентификацию в любой исполнительской трактовке. Композиция «Матаня» имеет своё игровое начало, реализуемое в процессе коммуникативного взаимодействия исполнителей. «Матаня» предполагает музицирование под пляску с исполнением частушечных куплетов. «Матаня» мелодически сориентирована на короткую мотив-формулу.
Мотив-формула открыто цитируется у наигрыша «Матани» и имеет функцию рефрена, которые могут исполняться как чётко, чеканно, в стиле пляски, так и лирично, напевно. Композиция «мотив-формула» наиболее рельефно выражена в эпизодах-рефренах и приобретает дополнительные характеристики ритмического свойства: каждая нисходящая попевка заканчивается акцентированной синкопой. Эпизоды-рефрены чередуются с эпизодами вариативного характера, занимающими в общем объёме звучания наигрыша наиболее значительное место. Вариативно-импровизационные эпизоды (играются пассажами правами руки) в своём развитии свободно удаляются от интонационной канвы мотива-формулы (основы события). Функционально-гармоническая основа (играется партией левой руки) во всех эпизодах остаётся неизменной.
В среде гармонистов употребляются термины: «верхняя Матаня» и «нижняя Матаня». Понятие играть «вверху» или «внизу» в трактовке гармонистов означает положение правой руки на грифе во время его исполнения. В результате «верхняя Матаня» играется в нижнем регистре, «нижняя Матаня», соответственно, наоборот. «Верхняя Матаня» считается приоритетной, как имеющая больший спектр технических возможностей, впрочем, в процессе звукотворчества гармонисты легко модулируют из одного положения в другое.
В момент инструментального отыгрыша между куплетами производят тональные модуляции, чем особо подогревают эмоциональный накал композиции. Большинство народных инструменталистов осуществляют переход к одной тональности без мелодической подготовки, методом внезапности. Появление новой тональности утверждается в звучании эпизода — рефрена, исполняемого динамически ярко, в плотной фактуре, с четкими, чеканными акцентами.
Энергетика наигрыша предполагает ускорение темпа по ходу развития композиции. Некоторые гармонисты заведомо начинают игру в темпе значительно медленнее традиционного, то есть как бы «с выходом», очевидно, для усиления эффекта дальнейшего эмоционального подъёма. Иногда в процессе игры, увлечённые исполнительским азартом, гармонисты начинают разгонять темп до чрезмерно скорого, что грозит разрушением всей композиции. Традиционное ускорение темпа по ходу развития композиции продиктовано свойственным русской пляске стремительным характером.